# Big 12 Conference
La Big 12 Conference est une organisation sportive fondée en 1994 et affiliée à la Division 1 de la NCAA.
La conférence regroupe 16 universités situées principalement dans le centre des États-Unis. Les universités sont implantées dans les États de l'Arizona, du Colorado, de la Floride, de l'Iowa, du Kansas, de l'Ohio, de l'Oklahoma, du Texas, de l'Utah et de la Virginie-Occidentale. Treize universités sont publiques, les trois autres étant des universités confessionnelles privées.
Son siège social se situe à Irving dans le Texas.
Actuellement, 25 disciplines sportives y sont subsidiées dont 15 sont pratiquées par des équipes féminines et 10 par des équipes masculines.
Son équipe de football américain évolue en Division 1 FBS de la NCAA (anciennement dénommée Division I-A) soit le plus haut niveau de compétition du football américain universitaire.
La Big 12 est une organisation sans but lucratif dont le siège se situe dans l'état du Delaware pour des raisons fiscales.
Depuis 2022, le commissionner de la Big 12 est Brett Yormark (en).
Le 30 juillet 2021, la Southeastern Conference (SEC) a annoncé que l'Oklahoma et le Texas quitteraient le Big 12 et rejoindraient la SEC au plus tard en juillet 2025
. La Big 12 a répondu à cette évolution plusieurs semaines plus tard, annonçant le 10 septembre que trois membres de l'American Athletic Conference : Cincinnati, Houston et UCF, plus BYU, un FBS indépendant et autrement membre de la West Coast Conference (WCC), la rejoindraient au plus tard en 2024. BYU a pu rejoindre en 2023 parce que la WCC avait un délai de préavis plus court pour les membres partants que l'American Athletic Conference.
L'American Athletic Conference a conclu un accord avec ses universités sortantes qui leur a permis de rejoindre la Big 12 en 2023. De même, la Big 12 a conclu un accord avec ses universités sortantes qui a permis aux deux de rejoindre la SEC en 2024.
Le 27 juillet 2023, Colorado annonce leur retour dans la Big 12 dès 2024 après une absence de 13 ans. Le 4 août 2023, trois autres universités ont été annoncées comme nouveaux membres à compter de 2024 : Arizona, Arizona State et Utah.

## Histoire
La Big 12 était à l'origine composée de 12 universités ce qui explique son nom. Elle est créée le 25 février 1994 lorsque 4 universités issues de la défunte Southwest Conference (Texas, Texas A&M, Texas Tech et Baylor) décident de rejoindre la Conférence Big 8.
Cette jeune conférence commence ses activités sportives en 1996 :
- Oklahoma, Oklahoma State et les 4 nouvelles universités forment la Division Sud de la conférence
- Kansas, Kansas State, Colorado, Nebraska, Missouri et Iowa State forment la Division Nord.

La Big 12 était composée de 10 équipes à la suite d'un réalignement de la conférence entre 2010 et 2013. Ce réalignement a vu le départ de Nebraska vers la Big Ten Conference, de Colorado vers la Pacific-12, de Missouri et de Texas A&M vers la Southeastern Conference. Ces départs ne sont compensés que par deux arrivées, West Virginia et TCU. Le nombre de membres est passé à 14 équipes en 2023 avec l'arrivée de BYU, Cincinnati, Houston et UCF. En 2024, la conférence compte 16 membres après le départ de l'Oklahoma et Texas, l'arrivée de nouveaux membres Arizona, Arizona State et Utah, et le retour de Colorado.
La Big 12, comme les autres conférences impliquées dans les réalignements de leurs membres, a conservé son nom principalement pour des raisons de marketing. La conférence jouit d'une grande reconnaissance et fait partie en NCAA des cinq meilleures conférences en football américain (Power Five) et des 7 meilleurs conférences en basketball (Premier Seven). De plus, un changement de dénomination aurait porté à confusion avec l'actuelle Big Ten Conference (laquelle compte actuellement 14 membres).
Au niveau du football américain, la conférence Big 12 a finalement décidé en mai 2016, d’organiser de nouveau à partir de la saison 2017, une finale de conférence (Championship Game) pour déterminer son champion annuel. Au terme des Big 12 spring meetings organisés à Irving (Texas), les représentants de chaque membre de la conférence ont approuvé à l’unanimité cette proposition qui aura pour effet de diviser la conférence en deux divisions de 5 équipes dont la composition restait à définir, les vainqueurs des deux divisions s’affrontant en finale de conférence. La Big 12 rejoint donc les quatre autres conférences du Power Five (ACC, Big Ten, Pac-12, SEC) qui déterminent chaque année leur champion à l’issue d’une finale de conférence. Ce Big 12 Championship Game est diffusé sur ESPN les années paires et sur la Fox les années impaires. Ce contrat de diffusion TV a été conclu pour une durée de 8 ans. La saison 2017 marque donc le grand retour du Big 12 Championship Game qui n'avait plus été organisé depuis qu'en 2010, Colorado et Nebraska avaient quitté la conférence. À partir de 2011, la conférence Big 12 ne comptait donc plus le nombre requis par la NCAA (12 membres) pour avoir le droit d’organiser une finale de conférence avant que le règlement ne change en janvier 2016.

## Logo
La conférence change de logo à l'aube de la saison 2014.

Logo en 2006, pour l'anniversaire de ses 12 ans.
Logo depuis 2014.

## Les membres actuels

Répartition géographique.

Le 1er juillet 2011, les Buffaloes du Colorado et les Cornhuskers du Nebraska quittent la Big 12, les Buffaloes rejoignant la Pac-12 et les Cornhuskers, la Big Ten. À la suite de ces départs, les divisions sont dissoutes pour ne plus en former qu'une.
En 2012, les Tigers du Missouri et les Aggies de Texas A&M quittent la conférence et sont remplacés par les Mountaineers de la Virginie-Occidentale et les Horned Frogs de TCU.
En 2023, les Cougars de BYU, les Bearcats de Cincinnati, les Cougars de Houston et les Knights de l'UCF rejoignent la Big 12, imités l'année suivante par les Wildcats de l'Arizona, les Sun Devils d'Arizona State, les Buffaloes du Colorado et les Utes de l'Utah. Les quatre dernières universités ont rejoint la Big 12 en 2024, le Colorado revenant après 13 ans d’absence.
- Bears de Baylor,
- Bearcats de Cincinnati,
- Buffaloes du Colorado,
- Cougars de BYU,
- Cougars de Houston,
- Cowboys d'Oklahoma State,
- Cyclones d'Iowa State,
- Jayhawks du Kansas,
- Horned Frogs de TCU,
- Knights de l'UCF,
- Mountaineers de la Virginie-Occidentale,
- Red Raiders de Texas Tech,
- Sun Devils d'Arizona State,
- Utes de l'Utah,
- Wildcats de l'Arizona,
- Wildcats de Kansas State,

### Les anciens membres
- Sooners de l'Oklahoma, départ pour la SEC en 2024
- Longhorns du Texas, départ pour la SEC en 2024

### Les membres associés
Aviron féminin
- Monarchs d'Old Dominion
- Golden Hurricane de Tulsa

Crosse féminine
- Gators de la Floride
- Aztecs de San Diego State
- Aggies de l'UC Davis

Gymnastique féminine
- Pioneers de Denver

Lutte
- Falcons de l'Air Force
- Lancers de California Baptist
- Tigers du Missouri
- Bison de North Dakota State
- Bears de Northern Colorado
- Panthers de Northern Iowa
- Sooners de l'Oklahoma
- Jackrabbits de South Dakota State
- Wolverines d'Utah Valley
- Cowboys du Wyoming

Sport équestre féminin
- Bulldogs de Fresno State

## Les membres de la Big 12 au fil du temps
Légende :
- Université membre d'une autre conférence

## Sports
La Big 12 organise des compétitions sous forme de championnat dans 10 sports avec ses équipes masculines et 15 sports avec ses équipes féminines.
| Sports                 | Hommes | Femmes |
| ---------------------- | ------ | ------ |
| Athlétisme             | 13     | 16     |
| Athlétisme (en salle)  | 13     | 16     |
| Aviron                 | –      | 6      |
| Baseball               | 14     | –      |
| Basket-ball            | 16     | 16     |
| Beach-volley           | –      | 4      |
| Cross-country          | 13     | 16     |
| Crosse                 | –      | 6      |
| Équitation             | –      | 4      |
| Football (soccer)      | –      | 16     |
| Football américain     | 16     | –      |
| Golf                   | 16     | 14     |
| Gymnastique artistique | –      | 7      |
| Lutte                  | 14     | –      |
| Natation + Plongeon    | 7      | 10     |
| Softball               | –      | 11     |
| Tennis                 | 9      | 16     |
| Volley-ball            | –      | 15     |

## Installations sportives
| Université     | Stade de football américain         | Capacité | Salle de basketball           | Capacité | Stade de baseball                 | Capacité                 |
| -------------- | ----------------------------------- | -------- | ----------------------------- | -------- | --------------------------------- | ------------------------ |
| Arizona        | Arizona Stadium                     | 50 800   | McKale Center                 | 14 655   | Hi Corbett Field (en)             | 9 500                    |
| Arizona State  | Mountain America Stadium            | 53 599   | Desert Financial Arena        | 14 198   | Phoenix Municipal Stadium (en)    | 8 775                    |
| Baylor         | McLane Stadium                      | 45 140   | Foster Pavilion (en)          | 7 500    | Baylor Ballpark                   | 5 000                    |
| BYU            | LaVell Edwards Stadium              | 63 470   | Marriott Center               | 18 987   | Larry H. Miller Field (en)        | 2 204                    |
| Cincinnati     | Nippert Stadium                     | 40 000   | Fifth Third Arena (en)        | 12 012   | UC Baseball Stadium (en)          | 3 058                    |
| Colorado       | Folsom Field                        | 50 183   | CU Events Center (en)         | 11 064   | pas d'équipe de baseball          | pas d'équipe de baseball |
| Houston        | TDECU Stadium                       | 40 000   | Fertitta Center (en)          | 7 100    | Darryl & Lori Schroeder Park (en) | 3 500                    |
| Iowa State     | Jack Trice Stadium                  | 61 500   | Hilton Coliseum               | 14 356   | pas d'équipe de baseball          | pas d'équipe de baseball |
| Kansas         | David Booth Kansas Memorial Stadium | 50 071   | Allen Fieldhouse              | 16 300   | Hoglund Ballpark                  | 2 500                    |
| Kansas State   | Bill Snyder Stadium                 | 50 000   | Bramlage Coliseum             | 12 528   | Tointon Family Stadium            | 2 000                    |
| Oklahoma State | Boone Pickens Stadium               | 60 218   | Gallagher-Iba Arena           | 13 611   | O'Brate Stadium                   | 3 500                    |
| TCU            | Amon G. Carter Stadium              | 45 000   | Schollmaier Arena (en)        | 8 500    | Lupton Stadium                    | 4 500                    |
| Texas Tech     | Jones AT&T Stadium                  | 60 862   | United Supermarkets Arena     | 15 098   | Dan Law Field at Rip Griffin Park | 4 528                    |
| UCF            | FBC Mortgage Stadium                | 44 206   | Addition Financial Arena (en) | 10 000   | John Euliano Park (en)            | 3 841                    |
| Utah           | Rice-Eccles Stadium                 | 51 144   | Jon M. Huntsman Center        | 15 000   | Smith's Ballpark                  | 15 411                   |
| West Virginia  | Mountaineer Field                   | 60 000   | WVU Coliseum                  | 14 000   | Monongalia County Ballpark        | 3 500                    |

## Titres nationaux
| Athlétisme féminin (8) 1998 – Texas 1999 – Texas 2005 – Texas 2009 – Texas A&M 2010 – Texas A&M 2011 – Texas A&M 2013 – Kansas 2023 – Texas Athlétisme masculin (4) 2009 – Texas A&M 2010 – Texas A&M 2011 – Texas A&M 2019 – Texas Tech Athlétisme féminin en salle (3) 1998 – Texas 1999 – Texas 2006 – Texas Athlétisme masculin en salle (1) 2024 – Texas Tech Aviron féminin (3) 2021 – Texas 2023 – Texas 2024 – Texas Baseball (2) 2002 – Texas 2005 – Texas Basket-ball masculin (3) 2008 – Kansas 2021 – Baylor 2022 – Kansas Basket-ball féminin (4) 2005 – Baylor 2011 – Texas A&M 2012 – Baylor 2019 – Baylor Bowling féminin (5) 1999 – Nebraska 2001 – Nebraska 2004 – Nebraska 2005 – Nebraska 2009 – Nebraska |  | Cross Country masculin (7) 2001 – Colorado 2004 – Colorado 2006 – Colorado 2009 – Oklahoma State 2010 – Oklahoma State 2012 – Oklahoma State 2023 – Oklahoma State Cross Country féminin (2) 2000 – Colorado 2004 – Colorado Football américain (3) 1997 – Nebraska 2000 – Oklahoma 2005 – Texas Golf masculin (7) 2000 – Oklahoma State 2006 – Oklahoma State 2009 – Texas A&M 2012 – Texas 2017 – Oklahoma 2018 - Oklahoma State 2022 - Texas Gymnastique masculine (9) 2002 – Oklahoma 2003 – Oklahoma 2005 – Oklahoma 2006 – Oklahoma 2008 – Oklahoma 2015 – Oklahoma 2016 – Oklahoma 2017 – Oklahoma 2018 – Oklahoma Gymnastique féminine (5) 2014 – Oklahoma 2016 – Oklahoma 2017 – Oklahoma 2019 – Oklahoma 2022 – Oklahoma Lutte (4) 2003 – Oklahoma State 2004 – Oklahoma State 2005 – Oklahoma State 2006 – Oklahoma State |  | Natation masculine (10) 1996 – Texas 2000 – Texas 2001 – Texas 2002 – Texas 2010 – Texas 2015 – Texas 2016 – Texas 2017 – Texas 2018 – Texas 2021 – Texas Ski (mixte) (4) 1998 – Colorado 1999 – Colorado 2006 – Colorado 2011 – Colorado Softball (8) 2000 – Oklahoma 2013 – Oklahoma 2016 – Oklahoma 2017 – Oklahoma 2021 – Oklahoma 2022 – Oklahoma 2023 – Oklahoma 2024 – Oklahoma Sports équestres (3) 2002 − Texas A&M (Global) 2012 – Texas A&M (Global) 2022 – Oklahoma State (Global) Tennis féminin (2) 2021 – Texas 2022 – Texas Tennis masculin (3) 2004 – Baylor 2019 – Texas 2024 – TCU Tir sportif (mixte) (7) 2013 – West Virginia 2014 – West Virginia 2015 – West Virginia 2016 – West Virginia 2017 – West Virginia 2019 – TCU 2024 – TCU Volley-ball féminin (5) 2000 – Nebraska 2006 – Nebraska 2012 – Texas 2022 – Texas 2023 – Texas |

## Finale de conférence de football américain
Le rang au classement national AP au moment du match est indiqué entre parenthèses.
| Saison | Équipe du groupe nord         | Score | Équipe du groupe sud       | Lieu                                      |
| ------ | ----------------------------- | ----- | -------------------------- | ----------------------------------------- |
| 1996   | (3) Cornhuskers du Nebraska   | 27-37 | Longhorns du Texas (nc)    | Trans World Dome, Saint-Louis (Missouri)  |
| 1997   | (2) Cornhuskers du Nebraska   | 54-15 | Aggies de Texas A&M (14)   | Alamodome, San Antonio (Texas)            |
| 1998   | (2) Wildcats de Kansas State  | 33-36 | Aggies de Texas A&M (10)   | Trans World Dome, Saint-Louis (Missouri)  |
| 1999   | (2) Cornhuskers du Nebraska   | 22-06 | Longhorns du Texas (12)    | Alamodome, San Antonio (Texas)            |
| 2000   | (8) Wildcats de Kansas State  | 24-27 | Sooners de l'Oklahoma (1)  | Arrowhead Stadium, Kansas City (Missouri) |
| 2001   | (9) Buffaloes du Colorado     | 39-37 | Longhorns du Texas (3)     | Texas Stadium, Dallas (Texas)             |
| 2002   | (12) Buffaloes du Colorado    | 07-29 | Sooners de l'Oklahoma (8)  | Reliant Stadium, Houston (Texas)          |
| 2003   | (15) Wildcats de Kansas State | 35-07 | Sooners de l'Oklahoma (1)  | Arrowhead Stadium, Kansas City (Missouri) |
| 2004   | (nc) Buffaloes du Colorado    | 03-42 | Sooners de l'Oklahoma (2)  | Arrowhead Stadium, Kansas City (Missouri) |
| 2005   | (nc) Buffaloes du Colorado    | 03-70 | Longhorns du Texas (2)     | Reliant Stadium, Houston (Texas)          |
| [2006  | (19) Cornhuskers du Nebraska  | 07-21 | Sooners de l'Oklahoma (8)  | Arrowhead Stadium, Kansas City (Missouri) |
| 2007   | (1) Tigers du Missouri        | 17-38 | Sooners de l'Oklahoma (9)  | Alamodome, San Antonio (Texas)            |
| 2008   | (19) Tigers du Missouri       | 21-62 | Sooners de l'Oklahoma (4)  | Arrowhead Stadium, Kansas City (Missouri) |
| 2009   | (21) Cornhuskers du Nebraska  | 12-13 | Longhorns du Texas (3)     | Cowboys Stadium, Arlington (Texas)        |
| 2010   | (13) Cornhuskers du Nebraska  | 20-23 | Sooners de l'Oklahoma (10) | Cowboys Stadium, Arlington (Texas)        |

Dès la saison 2011, la conférence ne possédant plus que dix équipes (et une division unique) il n'est plus organisé de finale de conférence.
Après la modification des règles de la NCAA en 2016, le Big 12 a rétabli sa finale de conférence en 2017 opposant les deux premières équipes classées au terme de la saison régulière.
| Saison | 1re en saison régulière         | Score | 2e en saison régulière        | Lieu                            |
| ------ | ------------------------------- | ----- | ----------------------------- | ------------------------------- |
| 2017   | (3) Sooners de l'Oklahoma       | 41-17 | Horned Frogs de TCU (11)      | AT&T Stadium, Arlington (Texas) |
| 2018   | (5) Sooners de l'Oklahoma       | 39-27 | Longhorns du Texas (9)        | AT&T Stadium, Arlington (Texas) |
| 2019   | (6) Sooners de l'Oklahoma       | 30-23 | Bears de Baylor (8)           | AT&T Stadium, Arlington (Texas) |
| 2020   | (8) Cyclones d'Iowa State       | 21-27 | Sooners de l'Oklahoma (12)    | AT&T Stadium, Arlington (Texas) |
| 2021   | (5) Cowboys d'Oklahoma State    | 16-21 | Bears de Baylor (9)           | AT&T Stadium, Arlington (Texas) |
| 2022   | (3) Horned Frogs de TCU         | 16-21 | Wildcats de Kansas State (10) | AT&T Stadium, Arlington (Texas) |
| 2023   | (7) Longhorns du Texas          | 49-21 | (19) Cowboys d'Oklahoma State | AT&T Stadium, Arlington (Texas) |
| 2024   | (12) Sun Devils d'Arizona State | 45-19 | (16) Cyclones d'Iowa State    | AT&T Stadium, Arlington (Texas) |

## Finale de conférence de basket-ball masculin
| Saison | Champion                                     | Score                                        | Finaliste                                    | Lieu                                         |
| ------ | -------------------------------------------- | -------------------------------------------- | -------------------------------------------- | -------------------------------------------- |
| 1997   | Jayhawks du Kansas                           | 87-60                                        | Tigers du Missouri                           | Kemper Arena, Kansas City, MO                |
| 1998   | Jayhawks du Kansas                           | 72-58                                        | Sooners de l'Oklahoma                        | Kemper Arena, Kansas City, MO                |
| 1999   | Jayhawks du Kansas                           | 53-37                                        | Cowboys d'Oklahoma State                     | Kemper Arena, Kansas City, MO                |
| 2000   | Iowa State Cyclones                          | 70-58                                        | Sooners de l'Oklahoma                        | Kemper Arena, Kansas City, MO                |
| 2001   | Sooners de l'Oklahoma                        | 54-55                                        | Longhorns du Texas                           | Kemper Arena, Kansas City, MO                |
| 2002   | Sooners de l'Oklahoma                        | 64-55                                        | Jayhawks du Kansas                           | Kemper Arena, Kansas City, MO                |
| 2003   | Sooners de l'Oklahoma                        | 49-47                                        | Tigers du Missouri                           | American Airlines Center, Dallas, Texas      |
| 2004   | Cowboys d'Oklahoma State                     | 65-49                                        | Longhorns du Texas                           | American Airlines Center, Dallas, Texas      |
| 2005   | Cowboys d'Oklahoma State                     | 72-68                                        | Red Raiders de Texas Tech                    | Kemper Arena, Kansas City, MO                |
| 2006   | Jayhawks du Kansas                           | 80-68                                        | Longhorns du Texas                           | American Airlines Center, Dallas, Texas      |
| 2007   | Jayhawks du Kansas                           | 88-84                                        | Longhorns du Texas                           | Ford Center, Oklahoma City (Oklahoma)        |
| 2008   | Jayhawks du Kansas                           | 84-74                                        | Longhorns du Texas                           | Sprint Center, Kansas City, MO               |
| 2009   | Tigers du Missouri                           | 73-60                                        | Bears de Baylor                              | Ford Center, Oklahoma City, Oklahoma         |
| 2010   | Jayhawks du Kansas                           | 72-64                                        | Wildcats de Kansas State                     | Sprint Center, Kansas City, MO               |
| 2011   | Jayhawks du Kansas                           | 85-73                                        | Longhorns du Texas                           | Sprint Center, Kansas City, MO               |
| 2012   | Tigers du Missouri                           | 90-75                                        | Bears de Baylor                              | Sprint Center, Kansas City, MO               |
| 2013   | Jayhawks du Kansas                           | 70-54                                        | Wildcats de Kansas State                     | Sprint Center, Kansas City, MO               |
| 2014   | Cyclones d'Iowa State                        | 74-65                                        | Bears de Baylor                              | Sprint Center, Kansas City, MO               |
| 2015   | Cyclones d'Iowa State                        | 70-66                                        | Jayhawks du Kansas                           | Sprint Center, Kansas City, MO               |
| 2016   | Jayhawks du Kansas                           | 81-71                                        | Mountaineers de la Virginie-Occ.             | Sprint Center, Kansas City, MO               |
| 2017   | Cyclones d'Iowa State                        | 80-74                                        | Mountaineers de la Virginie-Occ.             | Sprint Center, Kansas City, MO               |
| 2018   | Jayhawks du Kansas                           | 81-70                                        | Mountaineers de la Virginie-Occ.             | Sprint Center, Kansas City, MO               |
| 2019   | Cyclones d'Iowa State                        | 78-66                                        | Jayhawks du Kansas                           | Sprint Center, Kansas City, MO               |
| 2020   | Annulé à la suite de la pandémie de Covid-19 | Annulé à la suite de la pandémie de Covid-19 | Annulé à la suite de la pandémie de Covid-19 | Annulé à la suite de la pandémie de Covid-19 |
| 2021   | Longhorns du Texas                           | 91-86                                        | Cowboys d'Oklahoma State                     | T-Mobile Center – Kansas City, MO            |
| 2022   | Jayhawks du Kansas                           | 74-65                                        | Red Raiders de Texas Tech                    | T-Mobile Center – Kansas City, MO            |
| 2023   | Longhorns du Texas                           | 76-56                                        | Jayhawks du Kansas                           | T-Mobile Center – Kansas City, MO            |
| 2024   | Cyclones d'Iowa State                        | 69-41                                        | Cougars de Houston                           | T-Mobile Center – Kansas City, MO            |
| 2025   | Cougars de Houston                           | 72-64                                        | Wildcats de l'Arizona                        | T-Mobile Center – Kansas City, MO            |